# Mallyo Antal
Mallyo Antal (Szelincs (Pozsony megye), 1764. május 8. – Kisbáb, 1812. február 10.) római katolikus plébános.

## Élete
A teológiai  ötéves  tanfolyamát 1784-től Pozsonyban végezte. 1789-ben fölszenteltetett; segédlelkész volt Vedrődön 1790-be és azon év decemberében kisbábi (Nyitra megye) plébános lett. 1798. november 27-én a Kolonics Ferenc alapítványából a szegények házát építette.

## Művei
- Rev. ac clar. dno Georgio Franck abbati s. Mariae ... anno 1788. mense Januario munus auspicanti in grati animi monumentum has paginas d. d. d. 1788.
- Rev. dno Martino Predmerszky collegiatae ecclesiae Posoniensis ad S. Martinum canonico ... jubilaeum sacerdotii sui die 28. Martii celebranti in perennis devinctionis suae testimonium. Posonii.